# (38391) 1999 RD188
1999 RD188 (asteroide 38391) é um asteroide da cintura principal. Possui uma excentricidade de 0.05620260 e uma inclinação de 3.26358º.
Este asteroide foi descoberto no dia 9 de setembro de 1999 por LINEAR em Socorro.